# ۱۱۰۳ (میلادی)
۱۱۰۳ (میلادی) هزار و صد و سومین سال تقویم میلادی است.

## درگذشتگان
‎